# Sigismondo de' Conti
Sigismondo de' Conti (Foligno, 1432 – Roma, 23 febbraio 1512) è stato un umanista e storico italiano.

## Biografia
Nato da Astorello de' Conti nel 1432, fu allievo di Ermolao Barbaro, Paolo Cortesi e Teodoro Gaza. Umanista, lavorò nella cancelleria papale dal pontificato di Paolo II (1463-1471) a quello di Giulio II (1502-1513), ottenendo grandi privilegi personale e venendo anche nominato gonfaloniere della sua città natale procurando, per i suoi concittadini, vari sgravi di natura fiscale. Poeta in lingua latina com'era di costume in quel tempo (fece parte dell'Accademia Romana fondata e guidata da Pomponio Leto), Sigismondo ebbe modo di conoscere il letterato e futuro cardinale Pietro Bembo, del quale divenne sincero amico. Dal punto di vista letterario, oltre alla produzione latina in rima, sono da ricordare le Historiae suorum temporum in 27 libri, pubblicate soltanto per la prima volta nel 1853. Morì nella capitale della cristianità nel 1512 e fu sepolto nella chiesa di Santa Maria in Aracoeli. Fu inoltre amico di Raffaello, al quale commissionò la Madonna di Foligno.